# هوارد والاس بولوك
هوارد والاس بولوك هو محامي وسياسي أمريكي، ولد في 11 أبريل 1920 في شيكاغو في الولايات المتحدة، وتوفي في 9 يناير 2011 في كورونادو في الولايات المتحدة. نشط حزبياً في الحزب الجمهوري. وقد انتخب عضو مجلس شيوخ ألاسكا ‏ وانتخب عضو مجلس النواب الأمريكي ‏ عن دائرة الدائرة الكونغرسية الكبيرة في ألاسكا ‏ (3 يناير 1967 – 3 يناير 1971).